# Anna Hume
Anna Hume, née en 1711 et morte en 1766, est une traductrice, poète et écrivaine écossaise. 

## Biographie
Son père est le poète et historien, jacobéen David Hume de Godscroft. 
Elle supervise la publication posthume de History of the House and Race od Douglas and Angus, œuvre de son père, et publie The Triumphs of Love, Chastitie, Death: translated out of Petrarch by Mrs. Anna Hume. Il semble qu'elle a traduit de nombreux poèmes latins de son père.
La publication de History of the House and Race of Douglas and Angus suscite des controverses, car William Douglas, 1er marquis de Douglas et 11e comte d'Angus, n'est pas satisfait de l'ouvrage de Hume. Il consulte Drummond de Hawthornden, qui admet qu'il y a divers défauts et des opinions extravagantes dans le livre de Hume. Hawthornden, cependant, ne se bat pas pour empêcher la publication de l'œuvre, parce qu'il croit que la suppression du livre détruira la dame, « qui a osé risquer, elle dit, toute sa fortune » pour la publication. Drummond de Hawthornden, après avoir lu les vers épidictiques d'Anna Hume, se déclare indigne du « blason d'un esprit si fécond et si rare »[réf. nécessaire].

Anna Hume gagne en notoriété avec sa traduction de trois poèmes de Pétrarque, s'inscrivant  dans un large courant où d'autres femmes de son siècle sont fortement inspirées par la littérature italienne, telles que Mary Roth ou Aphra Behn. Ses traductions-adaptations de Triomphe de l'amour, Triumple de la mort et Triumphe de la chasteté recourent à un style particulier qui est sa marque  de fabrique : elle écrit en doubles vers rimés rimés, « mais chaque paire rimée ne représente pas une idée autonome ; ses phrases relient plutôt plusieurs distiques, et une ligne de poésie donnée commence généralement au milieu d'une clause. » Ce passage de Triumph of Death en est caractéristique : 
The glorious Maid, whose soul to Heaven is gone

And left the rest cold earth, she who was grown

A pillar of true valor, and had gain'd

Much honour by her victory, and chain'd

That God which doth the world with terror bind,

Using no armour but her own chaste mind.
— Anna Hume, Triumph of Death
.